# Caracui
Caracui è un comune della Moldavia situato nel distretto di Hîncești di 2.581 abitanti al censimento del 2004